# Serapisstatue des Bryaxis

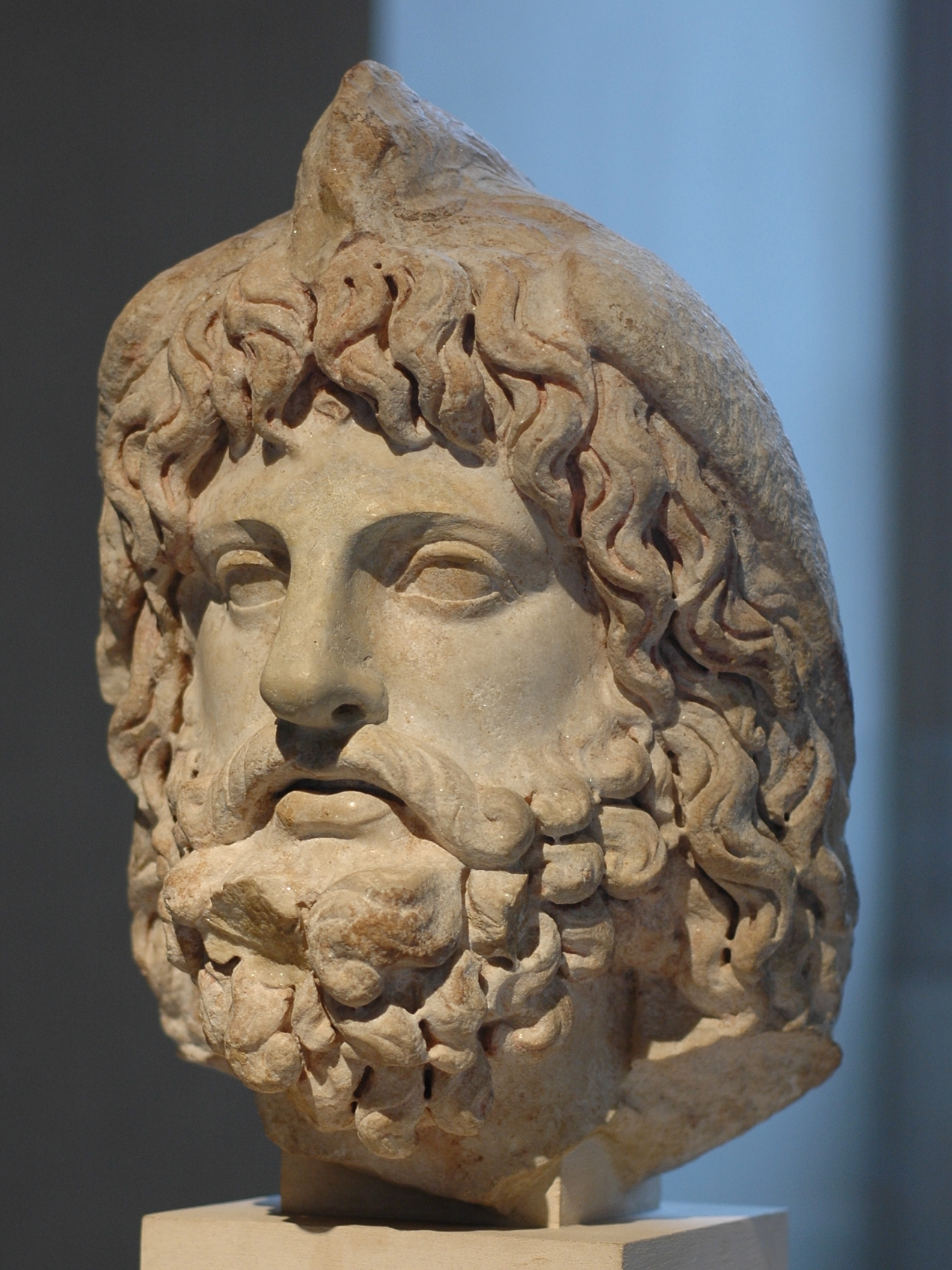
Kopf einer Serapisstatue aus Karthago (jetzt im Louvre)

Die Statue des Serapis gilt als Hauptwerk des griechischen Bildhauers Bryaxis. Sie zeigt den hellenistisch-ägyptischen Gott Serapis, der aus ägyptischen Quellen als Osiris-Apis bekannt ist und von den Ptolemäern (den damaligen griechischen Herrschern über Ägypten) besonders verehrt wurde. Die Gottheit vereinigt ägyptische mit griechischen Elementen und sollte religiös Ägypter und Griechen einander näherbringen.
Die Statue ist nicht erhalten, aber aus antiken Beschreibungen und von Kopien bekannt. Es handelte sich um ein rein hellenistisches Kunstwerk. Sie war das Kultbild im Serapeum, dem Serapis-Tempel von Alexandria. Vorher stand die Statue entweder in Sinope, Memphis oder Seleukia Pieria, von wo sie unter Ptolemaios I. oder Ptolemaios III. nach Alexandria gebracht wurde. Diese Informationen gehen auf Tacitus zurück, der sich nicht sicher ist über den originalen Aufstellungsort der Statue und den Zeitpunkt der Überführung nach Ägypten und deshalb verschiedene Versionen wiedergibt. Er berichtet auch, dass die Statue zunächst nicht Serapis, sondern Asklepios oder Hades darstellte und erst in Alexandria auf Serapis umgeweiht wurde. Clemens von Alexandria berichtet, dass die Statue von Bryaxis, aber nicht dem aus Athen, gefertigt wurde. Clemens berichtet auch, dass die Statue aus verschiedenen Materialien bestand und dunkelblau bemalt war. Die Bemerkung von Clemens, dass die Statue nicht von dem Bryaxis aus Athen hergestellt wurde, bereitet in der Forschung Probleme, da aus anderen Quellen kein zweiter gleichnamiger Künstler bekannt ist.
Die Statue zeigte den Gott thronend, mit vollem Haar und vollem Bart, und soll 12 m hoch gewesen sein. Sie wurde 391 n. Chr. bei christlichen Verwüstungen des Serapeums zerstört. Dies hatte große symbolische Bedeutung, da man glaubte, dass mit der Vernichtung dieser Statue das Ende der Welt komme. Der christliche Historiker Rufinus von Aquileia berichtet:
die Erde werde sich sofort öffnen um in Chaos überzugehen, und sofort werden die Himmel in den Abgrund fallen
Die meisten erhaltenen antiken Bildnisse des Serapis dürften auf diese Statue zurückgehen.